# Bente Paulis
Bente Paulis (Leiderdorp, 14 februari 1997) is een Nederlands roeister. Ze komt vooral uit in de dubbelvier en behaalde daarmee onder meer zilver bij de Olympische Spelen van 2024 in Parijs.
Paulis begon met roeien bij Roeivereniging Salland, net als haar oudere zus Ilse Paulis. Ze is roeister van het Nationaal Roeiteam en ASR Nereus in Amsterdam. Bij de Europese Kampioenschappen Roeien in München behaalde ze een zilveren medaille in de dames dubbelvier, samen met Ilse Kolkman, Nika Vos en Tessa Dullemans. Tijdens de in Tsjechië gehouden Wereldkampioenschappen roeien werd door die ploeg eveneens een zilveren plak bemachtigd. Ook het jaar erop, in 2023, behaalde Paulis in de dubbelvier zilver op het WK.
Op de Olympische Spelen van Parijs in 2024 behaalde Paulis samen met Tessa Dullemans, Roos de Jong en Laila Youssifou zilver in de dubbelvier. De ploeg lag in de finale vrijwel van start tot finish op kop maar werd op de allerlaatste meters toch nog voorbijgesneld door de Britse wereldkampioenen.

## Persoonlijk
Paulis werd geboren in Leiderdorp en groeide op in het Drentse Dalen. Ze is de jongere zus van roeister Ilse Paulis (Olympisch kampioen in 2016). Hun jongere zus Femke Paulis roeit ook en behaalde onder meer medailles op junioren-WK's.

## Resultaten

### Olympische Zomerspelen
| Jaar | Plaats | Resultaten       |
| ---- | ------ | ---------------- |
| 2024 | Parijs | in de dubbelvier |

### Wereldkampioenschappen
| Jaar | Plaats   | Resultaten       |
| ---- | -------- | ---------------- |
| 2022 | Račice   | in de dubbelvier |
| 2023 | Belgrado | in de dubbelvier |

### Europese kampioenschappen roeien
| Jaar | Plaats  | Resultaten       |
| ---- | ------- | ---------------- |
| 2022 | München | in de dubbelvier |